# Домангарт II
Домангарт II (Домангарт мак Домнайлл; гэльск. Domangart mac Domnaill; умер в 673) — король гэльского королевства Дал Риада, правил с 660 по 673 год.
Домангарт II был сыном Домналла I и наследовал в 660 году Коналлу II. Хроники сообщают, что в это время Дал Риада была разделена между потомками Комгалла, его брата Габрана и потомками Лоарна.
Домангарт скончался в 673 году и ему наследовал Маэлдуйн мак Коналл.